# Джозефина Тэй
Элизабет Макинтош (англ. Elisabeth MacKintosh, 25 июля 1896 — 13 февраля 1952), наиболее известная под псевдонимом Джозефина Тэй (англ. Josephine Tey) — британская шотландская писательница, поэтесса, сценаристка, биограф, мастер классического британского детектива. Также писала драмы, в основном на исторический или библейский сюжет, которые публиковала под другим псевдонимом — Девиот Гордон (англ. Daviot Gordon).

## Биография
Элизабет Макинтош родилась 25 июля 1896 года в городе Инвернессе в Хайленде (горной Шотландии). Её родителями были шотландец Колин Макинтош, работавший бакалейщиком, и англичанка Джозефина Макинтош, урожденная Хорн. Элизабет была старшей из трёх сестер.
Она обучалась в Королевской академии в родном Инвернессе, затем поступила в Энсти — колледж физической культуры в Эрдингтоне (пригород Бирмингема). Затем она несколько лет занималась преподаванием физкультуры в разных городах Шотландии и Англии.
В 1926 году умерла её мать, после чего Элизабет пришлось вернуться в Инвернесс, чтобы ухаживать за парализованным отцом. В это время она начала писать.
Свои первые произведения — стихи и рассказы — Элизабет публиковала под псевдонимом «Гордон Девиот» в газетах. Под этим же псевдонимом она опубликовала около 20 исторических пьес, однако при её жизни поставлены были только 4 из них. Наибольший успех имела пьеса «Ричард Бордо», которая ставилась в течение 14 месяцев. Роль короля Ричарда II в ней исполнил актёр Джон Гилгуд, с которым писательница подружилась. Позже он вспоминал об Э. Макинтош: «Характер необычный… гордый, но без высокомерия, упрямый, но без тщеславия». Также имела успех пьеса «Смеющаяся девушка» (1934 год).
Но наибольшую известность писательнице принесли детективные романы, опубликованные под псевдонимом Джозефина Тэй (Джозефина — имя матери, Тэй — фамилия бабушки по матери). Первым из них стал роман «Человек в очереди» (1929 год), в котором появился инспектор Скотланд-Ярда Алан Грант, который позже стал героем ещё 4 её романов. Среди романов, которые принесли писательнице успех, критики отмечают «Таинственные события во Франчесе» (1940 год) и «Дочь времени» (1951 год).
После смерти отца в 1951 году писательница перебралась в Лондон, где и умерла в 13 февраля 1952 года от тяжёлой болезни (рак печени). Последний роман писательницы, «Джентльмен Удачи», беллетризованная биография пирата Генри Моргана, вышел в 1952 году, уже после её смерти.
Хотя, в отличие от многих других авторов детективных романов, Джозефина Тэй не была чересчур плодовитым писателем, её немногочисленные романы ценились высоко, а среди её читателей были, в частности, Агата Кристи и Уинстон Черчилль. Созданный Джозефиной Тэй инспектор Грант отличался от своих конкурентов, таких, как Эркюль Пуаро, в частности, повышенным вниманием к физиогномике: отправной точкой для его расследований часто служили впечатления от черт лица преступника или жертвы.
Наиболее влиятельным и резонансным стал предпоследний роман Джозефины Тэй, и последний, вышедший прижизненно — «Дочь времени». Ассоциация писателей-криминалистов официально считает его величайшим английским детективом, Американская детективная ассоциация (en:Mystery Writers of America) также включила его в свой топ-рейтинг. По сюжету романа, прикованный к постели из-за болезни инспектор Грант изучает биографию Ричарда Третьего, последнего короля Англии из рода Йорков, и подвергает сомнению его участие в самом главном из приписываемых ему злодеяний — убийстве племянников-принцев (см. Принцы в Тауэре). Парадокс истории романа состоит в том, что чисто художественное, литературное произведение привело к широкой общественной полемике, и, в конечном итоге, к частичному пересмотру отношения к правлению Ричарда Третьего и его роли в британской истории.
Биографические данные о писательнице и её личной жизни скудны, так как она была скрытным человеком, избегавшим общения с прессой. Тяжело заболев, она скрывала свою болезнь даже от близких друзей, поэтому её смерть для них стала шоком. Свои сбережения и доходы от продажи книг она завещала британскому Национальному Трасту, организации, занимающейся защитой и превращением в музеи старинных зданий и особняков по всей Британии.
По книгам Джозефины Тэй снято несколько фильмов, а сама она фигурирует как главный герой в мистическом триллере Николь Апсон (Nicola Upson) «Эксперт по убийствам» (An Expert in Murder) (2008).

## Книги автора

### Детективы
Детективы из цикла про инспектора Алана Гранта
1. «Человек из очереди» (The Man in the Queue или Killer in the Crowd)
2. «Шиллинг за свечи» ('A Shilling For Candles, в альтернативном переводе «Молодой и невиновный»)
3. «Дело о похищении Бетти Кейн» (The Franchise Affair, в альтернативном переводе «Загадочные события во Франчесе»)
4. «Исчезновение» (To Love And Be Wise)
5. «Дочь времени» (The Daughter of Time, в альтернативном переводе «Дитя времени»)
6. «Поющие пески» (The Singing Sands)

Другие
- «Мисс Пим расставляет точки» («Miss Pym Disposes»)
- «Мистификация» («Brat Farrar»)

### Другие романы
- Kif: An Unvarnished History (1929) [под псевдонимом Гордон Давиот] — история о дружбе мальчика и коня из времён Первой мировой войны.
- The Expensive Halo: A Fable without Moral (1931) [под псевдонимом Гордон Давиот] — о двух парах из брата и сестры, из аристократии и из рабочего класса.
- Джентльмен Удачи (The Privateer, 1952) — Художественная биография пирата Генри Моргана. Вышел посмертно.

### Биография
- Claverhouse (1937) [под псевдонимом Гордон Давиот] (Биография деятеля английской истории 17 века по имени John Graham of Claverhouse, 1st Viscount Dundee)

### Пьесы
- Richard of Bordeaux (1932)
- The Laughing Woman (1934)
- Queen of Scots (1934)
- The Stars Bow Down (1939)
- Cornelia (1946) [под псевдонимом F. Craigie Howe]
- The Little Dry Thorn (1946)
- Rahab (1947)
- Leith Sands (1947)
- Valerius (1948)
- The Balwhinnie Bomb (1949)
- Sara (1951)
- Dickon (1955)

## Издания на русском языке
Многие русские издания Джозефины Тэй состоят из двух-трёх романов под одной обложкой. Название приводится в соответствии с тем, которое размещено на обложке. Список приводится по каталогу РГБ. В издательстве АСТ одни и те же книги Джозефины Тэй неоднократно выходили по два раза, они указаны одной строкой с двумя ISBN.
- Дэвиот, Гордон. Джентльмен удачи : Роман : [К сб. в целом: Пер. с англ. Б. Клюевой, А. Гришина]. — М. : Терра-Кн. клуб, 1998. — 504,[2] с.; 21 см. — (Пиратские истории).; ISBN 5-300-01949-6
- Молодой и невиновный ; Топаз = Topaz / Л. Урис. — М. : Центрполиграф, 2003 (Тул. тип.). — 524, [2] с.; 21 см. — (Альфред Хичкок представляет).; ISBN 5-9524-0129-5
- Дочь времени; [Пер. с англ. Л. Володарской]. — М. : FreeFly, 2004 (ОАО Тип. Новости). — 248, [1] с.; 17 см. — (Преступление по учебнику истории).; ISBN 5-98358-024-8
- Дочь времени; [пер. с англ. Л. И. Володарской]. — Москва : АСТ ; Владимир : Астрель; cop. 2010. — 253, [1] с.; 17 см. — (Английский детектив: лучшее).; ISBN 978-5-17-070254-1
- Поющие пески; [Пер. с англ. Ж. Грушанской]. — СПб. : Азбука-Кн. клуб «Терра», 1997. — 254,[1] с.; 18 см. — (Тайна).; ISBN 5-7684-0214-4
- Поющие пески; [пер. с англ. Ж. Я. Грушанской]. — Москва : АСТ ; Владимир : Астрель, 2011. — 317, [1] с.; 17 см./21 см. — (Английский детектив. Лучшее).; ISBN 978-5-17-072782-7, ISBN 978-5-17-072782-7
- Мисс Пим расставляет точки; [Пер. с англ. Ж. Грушанской]. — СПб. : Азбука-Кн. клуб «Терра», 1997. — 286,[1] с.; 18 см. — (Тайна).; ISBN 5-7684-0223-3
- Мисс Пим расставляет точки; [пер. с англ. Ж. Я. Грушанской]. — Москва : АСТ [ и др.], 2011. — 317, [1] с.; 17 см./21 см. — (Английский детектив: лучшее).; ISBN 978-5-17-074790-0, ISBN 978-5-17-072783-4
- Мистификация; [пер. с англ. Р. С. Бобровой]. — Москва : АСТ [и др.], 2010/2011. — 350 с.; 17 см./21 см. — (Английский детектив. Лучшее).; ISBN 978-5-17-074301-8, ISBN 978-5-17-071236-6
- Мистификация : / [пер. с англ. Р. С. Бобровой]. — Москва : АСТ, 2014. — 860, [2] с. : ил.; 22 см. — (Классика детектива).; ISBN 978-5-17-084662-7
- Исчезновение; [пер. с англ. Ж. Я. Грушанской]. — Москва : АСТ [и др.], 2011. — 317, [1] с.; 21 см. — (Английский детектив: лучшее).; ISBN 978-5-17-074063-5
- Дело о похищении Бетти Кейн; [пер. с англ. Н. И. Ильиной]. — Москва : Изд-во АСТ [и др.], 2010/2011. — 318 с.; 17 см. — (Английский детектив: лучшее).; ISBN 978-5-17-074454-1, ISBN 978-5-17-070255-8
- Дело о похищении Бетти Кейт ; Пер. с англ. [и послесл. Н. Ильиной]. — Москва : Юрид. лит., 1979. — 214 с.; 20 см.
- Шиллинг на свечи / [Пер. с англ. Е. Бросалиной, Ж. Грушанской]. — М. : Терра, 1999. — 477, [2] с.; 21 см. — (Тайна).; ISBN 5-300-02067-2
- Шиллинг на свечи; [пер. с англ. Е. К. Бросалиной]. — Москва : Изд-во АСТ [и др.], 2011. — 286, [1] с.; 17 см./21 см. — (Английский детектив. Лучшее).; ISBN 978-5-17-075266-9, ISBN 978-5-17-071565-7
- Человек из очереди. — М. : Терра, 1999. — 509, [1] с.; 21 см; ISBN 5-300-02022-2
- Человек из очереди; [пер. с англ. Е. К. Бросалиной]. — Москва : АСТ ; Владимир : Астрель; печ. 2011. — 318, [1] с.; 21 см. — (Английский детектив: лучшее).; ISBN 978-5-17-071237-3
- Поющие пески; Дело о похищении Бетти Кейн. — М. : Пресса, 1993. — 523,[2] с.; 21 см. — (Hot gun-дымящийся пистолет).; ISBN 5-253-00771-7
- Дочь времени ; Дело о похищении Бетти Кейн; [пер. с англ. Л. Володарской («Дочь времени»), Н. И. Ильиной («Дело о похищении Бетти Кейн»)]. — Москва : АСТ : АСТ Москва, 2010. — 408, [1] с.; 21 см. — (Английский детектив : лучшее).; ISBN 978-5-17-063520-7
- Человек из очереди ; Шиллинг на свечи ; Исчезновение; [пер. с англ. Е. К. Бросалиной, Ж. Я. Грушанской]. — Москва : Астрель ; Владимир : ВКТ, 2012. — 606, [1] с. : ил.; 22 см. — (Три невероятных детектива в одной книге).; ISBN 978-5-271-40927-1

## Экранизации
Известны следующие экранизации произведений писательницы:
- «Когда мы снова полюбим», США, 1936.
- «Молодой и невиновный» («Шиллинг за свечи»), 1937 г., Великобритания, режиссёр — Альфред Хичкок
- «Дело о похищении», 1951, Великобритания
- «Ричард Бордосский», 1955, Великобритания.
- «The Franchise Affair», 1958, Великобритания
- «The Franchise Affair», 1962, Великобритания
- «Tätini kynä», 1963, Финляндия
- «Paranoiac» («Brat Farrar»), 1963, Великобритания
- «Поющие пески», 1963, Великобритания
- «Brat Farrar», 1986, Великобритания
- «The Franchise Affair», 1988, Великобритания